# Clarksburg (Ohio)
Clarksburg es una villa ubicada en el condado de Ross en el estado estadounidense de Ohio. En el Censo de 2010 tenía una población de 455 habitantes y una densidad poblacional de 1.015,47 personas por km².

## Geografía
Clarksburg se encuentra ubicada en las coordenadas 39°30′21″N 83°9′15″O / 39.50583, -83.15417. Según la Oficina del Censo de los Estados Unidos, Clarksburg tiene una superficie total de 0.45 km², de la cual 0.45 km² corresponden a tierra firme y (0%) 0 km² es agua.

## Demografía
Según el censo de 2010, había 455 personas residiendo en Clarksburg. La densidad de población era de 1.015,47 hab./km². De los 455 habitantes, Clarksburg estaba compuesto por el 98.46% blancos, el 0.22% eran afroamericanos, el 0% eran amerindios, el 0% eran asiáticos, el 0% eran isleños del Pacífico, el 0.44% eran de otras razas y el 0.88% pertenecían a dos o más razas. Del total de la población el 1.76% eran hispanos o latinos de cualquier raza.